# 费米问题
在科学中，尤其是在物理和工程教育中，费米问题（Fermi problem）或者说费米估算是指通过量纲分析，估算的方法去简单地验证一个假设的估算问题。命名自恩里科·费米。这类问题通常指的是只使用有限的已知信息，去计算那些似乎是算不出來的量，并做出合理的猜測。
费米问题会將大的问题化整為零，分解成若干个相关的小、次級、更容易解决的問題，再逐个估算，得出近似值。能結合事前驗屍法，分析假設相反情況的機率，並應用貝氏推論調整估算值。
费米以他通过非常少量或不精确的数据来得到比较好的估计的能力被广泛熟知，一个例子就是他在主要领导的曼哈顿计划中估算核爆炸的“当量数”。1945年7月16日晚上，原子弹在内华达州的沙漠引爆成功时，费米在原子弹试爆现场附近，突然跃起向空中撒了一把碎纸片，爆炸后气浪将纸片急速地卷走，他紧追纸片跑了几步，并根据纸片飞出的距离估算了核爆炸的“当量”，费米當場推算出的爆炸威力相当于一万吨TNT炸药，非常接近现在大眾所接受的二万吨的数值，之间的误差少于十倍，即不到一个数量级。

## 费米问题的例子
一个经典的费米问题“在芝加哥有多少钢琴调琴师”正是由费米本人提出的。
關於這個問題，它的估計流程如下
1. 大约有9,000,000 人生活在芝加哥。
2. 在芝加哥平均每个家庭有2个人。
3. 大约在20个家庭中有1个家庭需要定期鋼琴調音（英语：Piano tuning）。
4. 定期调琴的钢琴每年需要调整一次。
5. 每个调琴师大约需要2小时调琴，包括路上时间。
6. 每个调琴师每天工作8小时，一周5天，一年50周。

通过这些假设我们可以计算出每年在芝加哥需要调整的钢琴数量是
(9,000,000 人在芝加哥) / (2 人/家) × (1 架钢琴/20 家) × (1 架钢琴调整/1年) = 225,000 架钢琴在芝加哥每年被调整。
並可以计算出平均每个调琴师每年可以调整的钢琴数量是
(50 周/年)×(5 天/周)×(8 小时/天)/(1 架钢琴/2小时) = 1000 架钢琴每年/1名调琴师。
相除後可得到
(225,000 架钢琴在芝加哥每年被调整) / ( 1000 架钢琴每年/1名调琴师) = 225名调琴师在芝加哥。
而實際上，一共有大约290名调琴师在芝加哥。與估計的225名调琴师相差不大。
如上所述，對於一个典型的费米问题，它的估計流程包括一系列估算，並將估算的結果相乘。
之所以能得到如上準確的答案，並不是因為每一步都能準確的估計，而是因為高估的數值與低估的數值在相乘時，影響會被彼此抵銷。
另一个类似费米问题的著名例子是德雷克公式，是一条用来推测“可能与我们接触的银河系内外星球高智文明的数量”的公式。另一个基本问题费米悖论阐述的是对地外文明存在性的过高估计和缺少相关证据之间的矛盾。